# Die Staufer und Italien
Unter dem Titel Die Staufer und Italien fand vom 19. September 2010 bis 20. Februar 2011 in den Reiss-Engelhorn-Museen in Mannheim eine länderübergreifende Ausstellung statt, die sich dem bedeutendsten europäischen Herrschergeschlecht des hohen Mittelalters, der Dynastie der Staufer, widmete. Die Ausstellung knüpfte thematisch an die Landesausstellung Baden-Württemberg Die Zeit der Staufer an, die 1977 in Stuttgart gezeigt wurde. Knapp 237.000 Besucher sahen sich Die Staufer und Italien an. Sie war damit die erfolgreichste Ausstellung der Reiss-Engelhorn-Museen und eine der zehn erfolgreichsten Mittelalterausstellungen in Deutschland seit 1977. Nach Ausstellungsende wurde das Kommunikationskonzept der Staufer-Ausstellung mit dem Marketingpreis der Metropolregion Rhein-Neckar ausgezeichnet.

## Ehrentitel und Schirmherren
Als länderübergreifendes Projekt trug die Geschichtsschau den Ehrentitel einer Ausstellung der Länder Baden-Württemberg, Rheinland-Pfalz und Hessen. Als Schirmherren hatten die Ministerpräsidenten von Baden-Württemberg (Stefan Mappus), Rheinland-Pfalz (Kurt Beck), und Hessen (Volker Bouffier) gemeinsam der Ausstellung ihr Patronat verliehen.

## Herausragende Exponate
Zu den herausragenden Exponaten der Ausstellung zählten der Thronende König aus dem Metropolitan Museum of Art in New York, eine Steinskulptur aus Norditalien aus der Zeit um 1230, sowie die sogenannte Staurothek aus Cosenza, ein prachtvolles Kreuz-Reliquiar aus den Hofwerkstätten in Palermo, das Kaiser Friedrich II. dem Dom von Cosenza anlässlich der Weihe zum Geschenk gemacht haben soll.

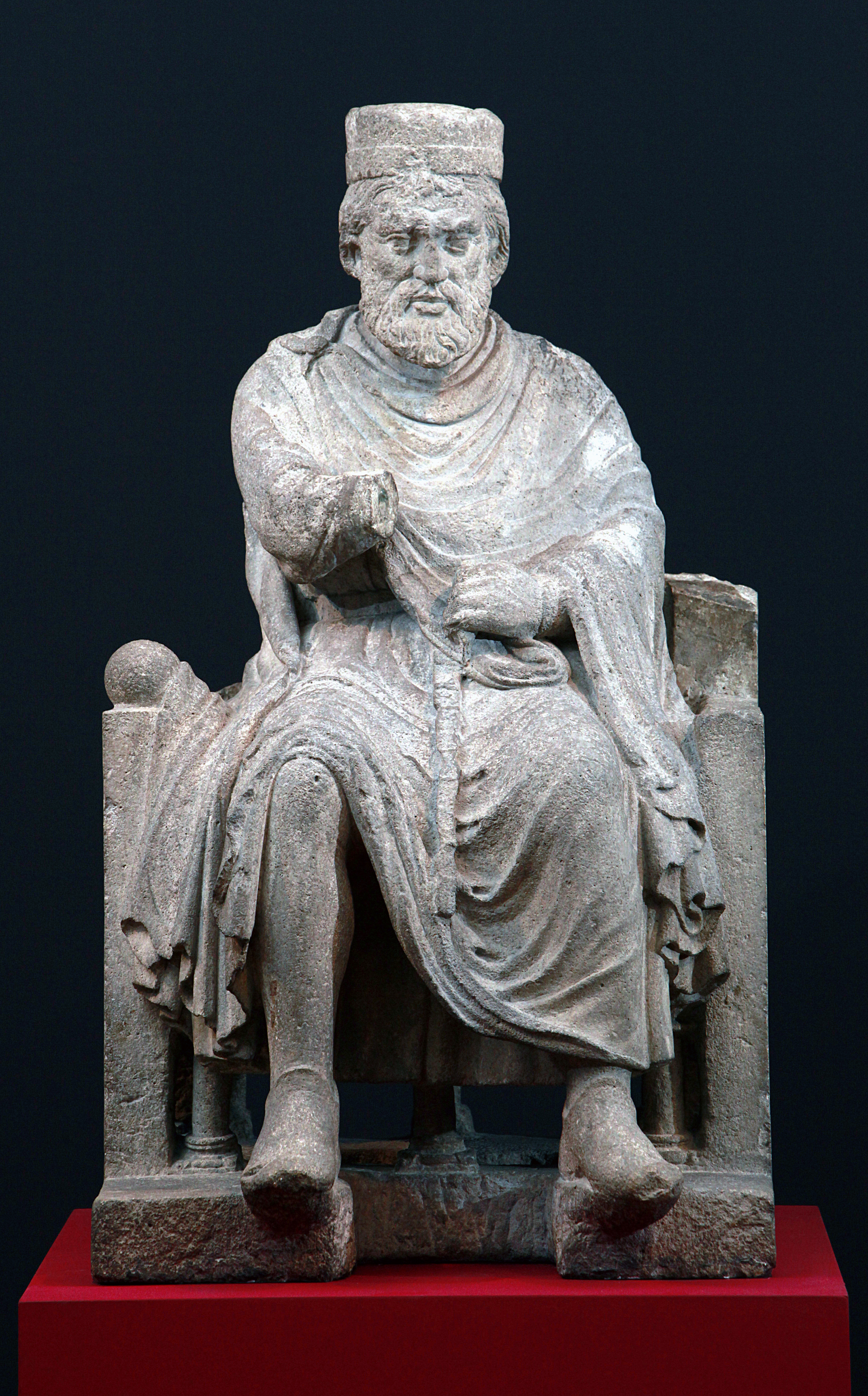
Hauptmotiv der Staufer-Ausstellung ist der Thronende König aus dem Metropolitan Museum of Art New York

## Stauferjahr 2010
Aus Anlass der Mannheimer Staufer-Ausstellung feierten 41 süddeutsche Städte gemeinsam das Stauferjahr 2010. Zu den beteiligten Orten zählten die Domstädte Worms, Mainz und Speyer, die Reichsburg Trifels, die Hardenburg bei Bad Dürkheim, die Burg Guttenberg bei Neckarmühlbach und die Starkenburg bei Heppenheim sowie die Kaiserpfalzen Bad Wimpfen, Gelnhausen, Kaiserslautern und Ingelheim. Es wurden mehrere Sonderausstellungen, Konzerte, theatralische Inszenierungen, Mittelalterfeste, Lesungen, Vortragsreihen, Führungen und Aktionen ausgerichtet. Im Rahmen des Stauferjahres wurden wissenschaftliche Entdeckungen gemacht. So fanden Experten der Kaiserpfalz Ingelheim einen stauferzeitlichen Königskopf, der stilistisch verwandt ist mit dem berühmten thronenden König aus New York, dem Hauptmotiv der Mannheimer Ausstellung.

## Korrespondenzprojekt Stauferregion Rhein-Neckar
Die Staufer-Ausstellung wurde von einem umfangreichen Rahmenprogramm begleitet, an dem, neben Mannheim, 23 historisch bedeutsame Orte und Stätten mitwirkten. Unter dem Titel Stauferregion Rhein-Neckar hatten sich Vertreter der in Baden-Württemberg, Rheinland-Pfalz, Hessen, Bayern und dem Elsass gelegenen historischen Erinnerungsorte Heidelberg, Burg Steinsberg bei Sinsheim, Bad Wimpfen, Burg Guttenberg bei Haßmersheim, Neckargemünd, Eberbach, Strahlenburg bei Schriesheim, Lorsch, Starkenburg bei Heppenheim, Breuberg, Gelnhausen, Münzenberg, Landskron bei Oppenheim, Mainz, Ingelheim, Worms, Hardenburg bei Bad Dürkheim, Speyer, Reichsburg Trifels bei Annweiler und Burg Fleckenstein bei Lembach zusammengeschlossen, um vor und während der Laufzeit der Ausstellung im Stauferjahr Rahmenprogrammpunkte zu veranstalten. Jeder der Orte betonte seine Bedeutung für die staufische Geschichte und machte mit Veranstaltungen die mittelalterliche Geschichte für die Besucher lebendig. Neun dieser Orte liegen an der Burgenstraße. Das Projekt Stauferregion Rhein-Neckar wurde von den Reiss-Engelhorn-Museen ins Leben gerufen und wurde in Abstimmung mit der Generaldirektion Kulturelles Erbe Rheinland-Pfalz und der Verwaltung der Staatlichen Schlösser und Gärten Hessen koordiniert.

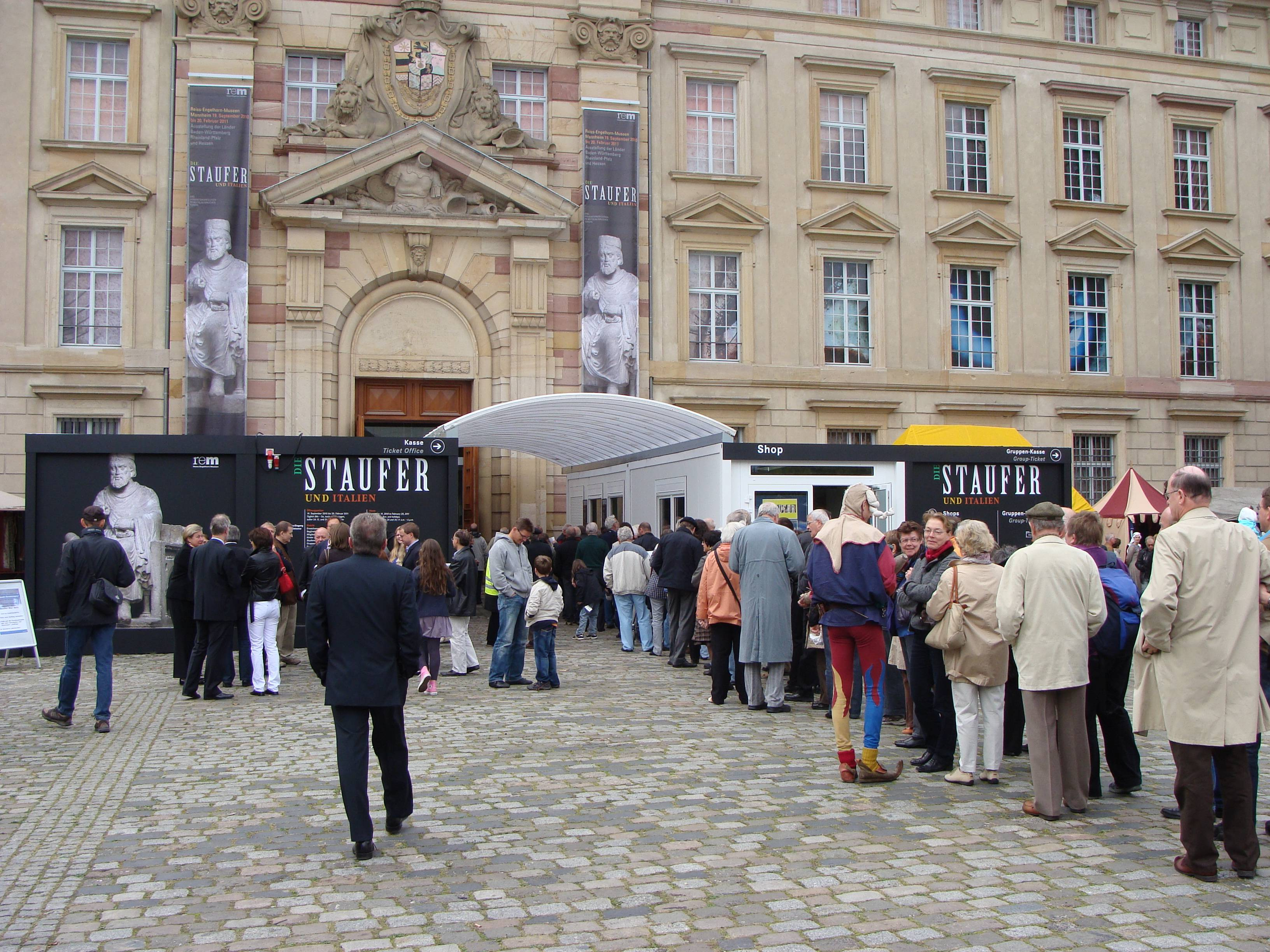
Besucherschlangen vor dem Museum Zeughaus zur Staufer-Ausstellung

## Organisation
Die Gesamtleitung der Staufer-Ausstellung hatte der Generaldirektor der Reiss-Engelhorn-Museen, Alfried Wieczorek, inne, als wissenschaftliche Koordinatoren fungierten die Mittelalterhistoriker Bernd Schneidmüller und Stefan Weinfurter von der Universität Heidelberg. Im wissenschaftlichen Ausstellungsbüro waren Elisabeth Handle (Wissenschaftliche Kuratorin), Alexander Schubert (Koordinator des Stauferjahres), Irmgard Siede (Projektleitung) und Verena Türck (Wissenschaftliche Assistentin) tätig. Wissenschaftliche Partner der Ausstellung waren der Generaldirektor der Generaldirektion Kulturelles Erbe Rheinland-Pfalz, Thomas Metz, und der Direktor der staatlichen Schlösser und Gärten Hessen, Karl Weber.